# Scherma in carrozzina ai II Giochi paralimpici estivi
Per la scherma in carrozzina ai Giochi paralimpici estivi di Tokyo 1964 furono disputate 7 gare (5 maschili e 2 femminili).

## Medagliere
Per la seconda volta consecutiva ai Giochi paralimpici, l'Italia si aggiudicò il medagliere nella scherma in carrozzina.
| Pos.   | Nazione     |   |   |   | Totale |
| ------ | ----------- | - | - | - | ------ |
| 1      | Italia      | 3 | 2 | 3 | 8      |
| 2      | Francia     | 3 | 1 | 1 | 5      |
| 3      | Regno Unito | 1 | 1 | 1 | 3      |
| 4      | Australia   | 0 | 1 | 1 | 2      |
|        | Stati Uniti | 0 | 1 | 1 | 2      |
| 6      | Giappone    | 0 | 1 | 0 | 1      |
| Totale | Totale      | 7 | 7 | 7 | 21     |

## Risultati
| Competizione                   | Oro                                       | Argento                               | Bronzo                                 |
| ------------------------------ | ----------------------------------------- | ------------------------------------- | -------------------------------------- |
| Spada individuale maschile     | Serge Bec                                 | Roberto Marson                        | Germano Pecchenino                     |
| Spada a squadre maschile       | Roberto Marson Renzo Rogo Franco Rossi    | Serge Bec Michel Foucre Aimé Planchon | B. Dickson J. Shipman Cyril Thomas     |
| Fioretto individuale maschile  | Cyril Thomas                              | Frank Ponta                           | Pasquale Carfagna                      |
| Sciabola individuale maschile  | Serge Bec                                 | Roberto Marson                        | Aimé Planchon                          |
| Sciabola a squadre maschile    | Serge Bec Michel Foucre Aimé Planchon     | S. Arono S. Harasawa S. Saito         | Roberto Marson Renzo Rogo Franco Rossi |
| Fioretto individuale femminile | Anna Maria Toso                           | Judith Waterman                       | Daphne Ceeney                          |
| Fioretto a squadre femminile   | Elena Monaco Irene Monaco Anna Maria Toso | Valeria Forder S. Jones D. Thompson   | Ella Cox Carol Giesse Judith Waterman  |
| Totale                         | 7                                         | 7                                     | 7                                      |